# Tim Kaine
Timothy Michael Kaine (Saint Paul, 26 de febrero de 1958) es un abogado y político estadounidense que ha ejercido como senador por Virginia desde 2013. Miembro del Partido Demócrata, fue gobernador de Virginia entre los años 2006 y 2010. Fue además candidato a la vicepresidencia de los Estados Unidos, junto a Hillary Clinton en 2016.
Nacido en Saint Paul, Minnesota, Kaine creció en Overland Park, Kansas, se graduó por la Universidad de Misuri y ganó un título Juris Doctor de la Escuela de Derecho Harvard antes de ser profesor en la Universidad de Richmond. Fue elegido para su primer cargo público en 1994, cuando obtuvo un puesto en el Consejo Municipal de Richmond. Fue elegido Alcalde de Richmond en 1998 y se mantuvo en su cargo hasta ser electo Vicegobernador de Virginia en 2001. Elegido gobernador de Virginia en 2005 entre 2006 y 2010, fue presidente del Comité Nacional Demócrata entre 2009 y 2011.
Hillary Clinton anunció el 22 de julio de 2016 que había seleccionado a Kaine para ser su candidato a vicepresidente y la Convención Nacional Demócrata de 2016 lo nombró el 27 de julio. A pesar de ganar la mayoría del voto popular, la pareja Clinton–Kaine perdió el Colegio Electoral, y se concedió la victoria al dúo republicano de Donald Trump y Mike Pence el 8 de noviembre de 2016. Kaine buscó con éxito la reelección a un segundo mandato en el Senado en 2018, derrotando al republicano Corey Stewart.

## Primeros años

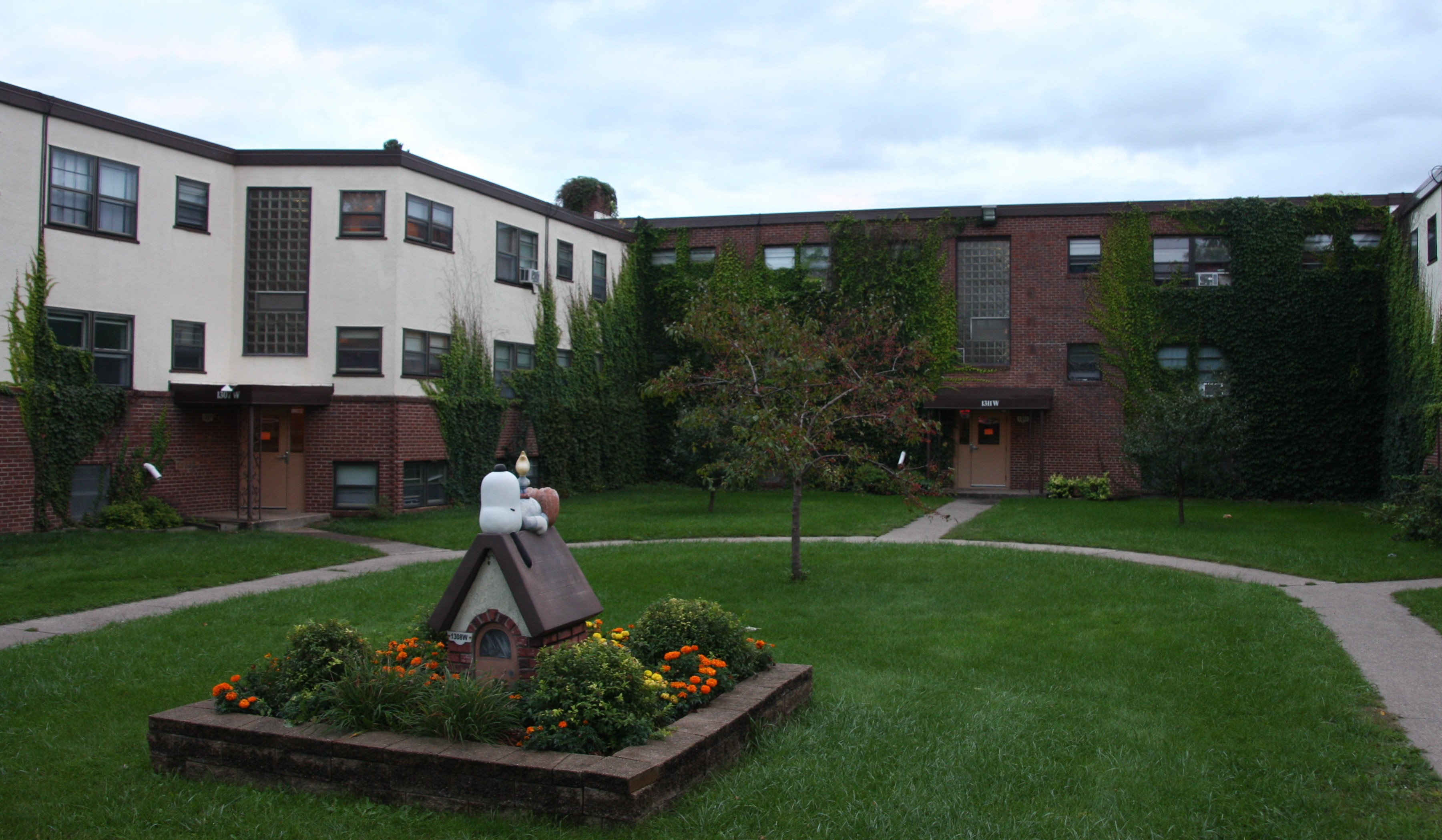
Apartamento donde Tim Kaine vivió en Minnesota

Tim Kaine nació en Saint Paul, Minnesota. Hijo de un pequeño comerciante e ingeniero, creció en Overland Park, ciudad dentro del área metropolitana de Kansas City. Se graduó en Económicas por la Universidad de Misuri, y en Derecho por la Universidad de Harvard. Durante nueve meses trabajó como misionero católico en Honduras con la orden de los jesuitas.
Se asentó en Virginia y se dedicó a la práctica privada de la abogacía en la ciudad de Richmond, especializándose en la representación de gente con pocas oportunidades de vivienda. También dio clases de ética legal durante seis años en la Universidad de Richmond.
En 1994 fue elegido miembro del Consejo Municipal de Richmond, y poco después alcalde de esta ciudad. Su principal logro como alcalde fue el Proyecto Exile que contó con el apoyo de la Asociación Nacional del Rifle, y redujo la violencia por armas de fuego en un 40%.

## Vicegobernador de Virginia

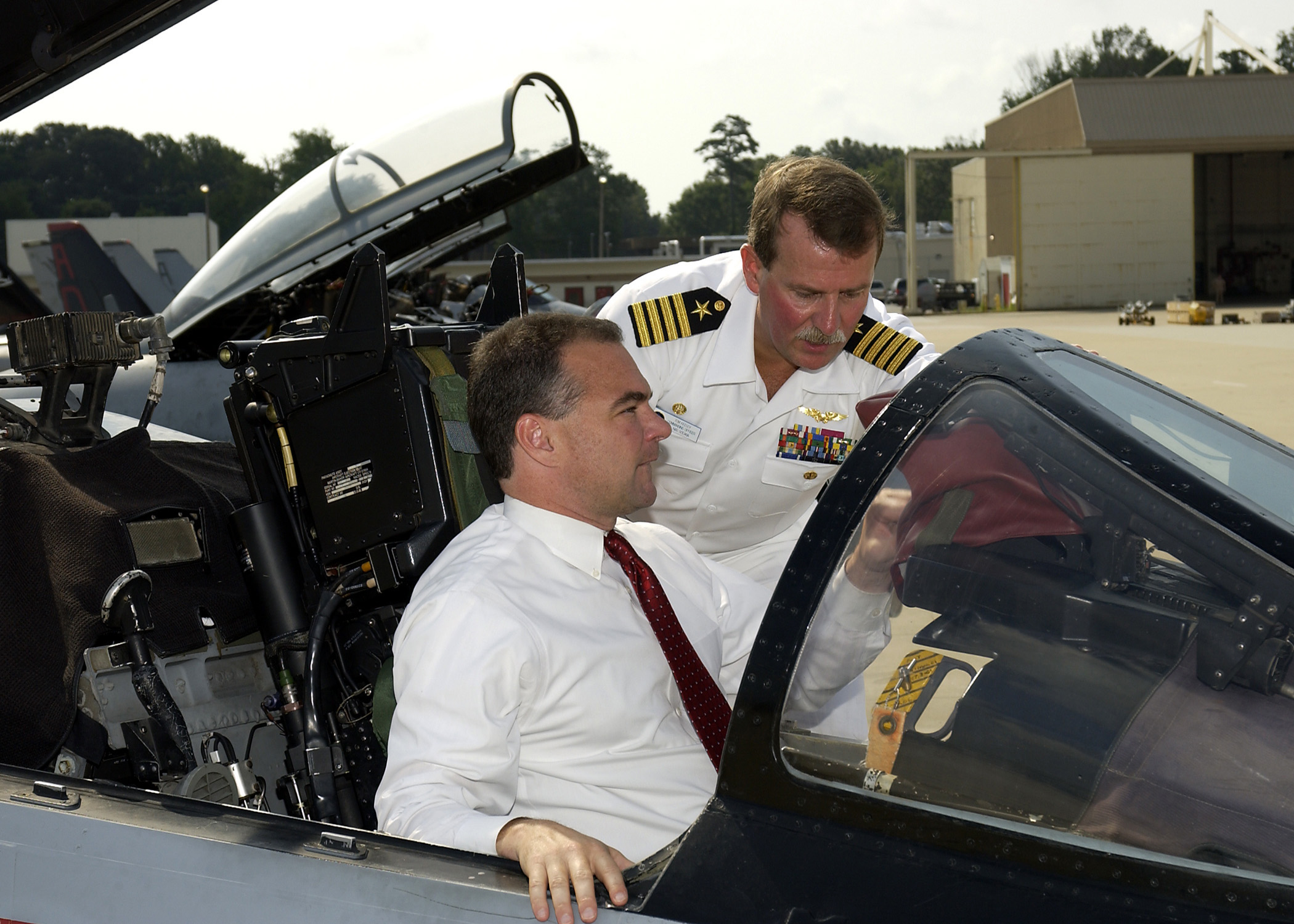
Kaine en un F-14 Tomcat durante un viaje a una base naval en 2003

Kaine se postuló como candidato a Vicegobernador de Virginia en 2001. Kaine entró a la carrera luego de que el senador del estado Emily Couric se retirara debido a un cáncer pancreático y apoyara a Kaine como su reemplazo. En la elección primaria demócrata, Kaine se enfrentó a Alan A. Diamondstein de Newsport News y Jerrauld C. Jones de Norfolk. Kaine ganó la nominación, logrando 39,7% del voto frente al 31,4% de Diamonstein y el 28,9% de Jones.
En la elección general, Kaine ganó con 925,974 votos (50,35%), derrotando a su oponente republicano, Jay Katzen, quien recibió 883,886 votos (48,06). El libertario Gary Reams recibió 28,783 votos (1,57%).

## Gobernador de Virginia (2006-2010)

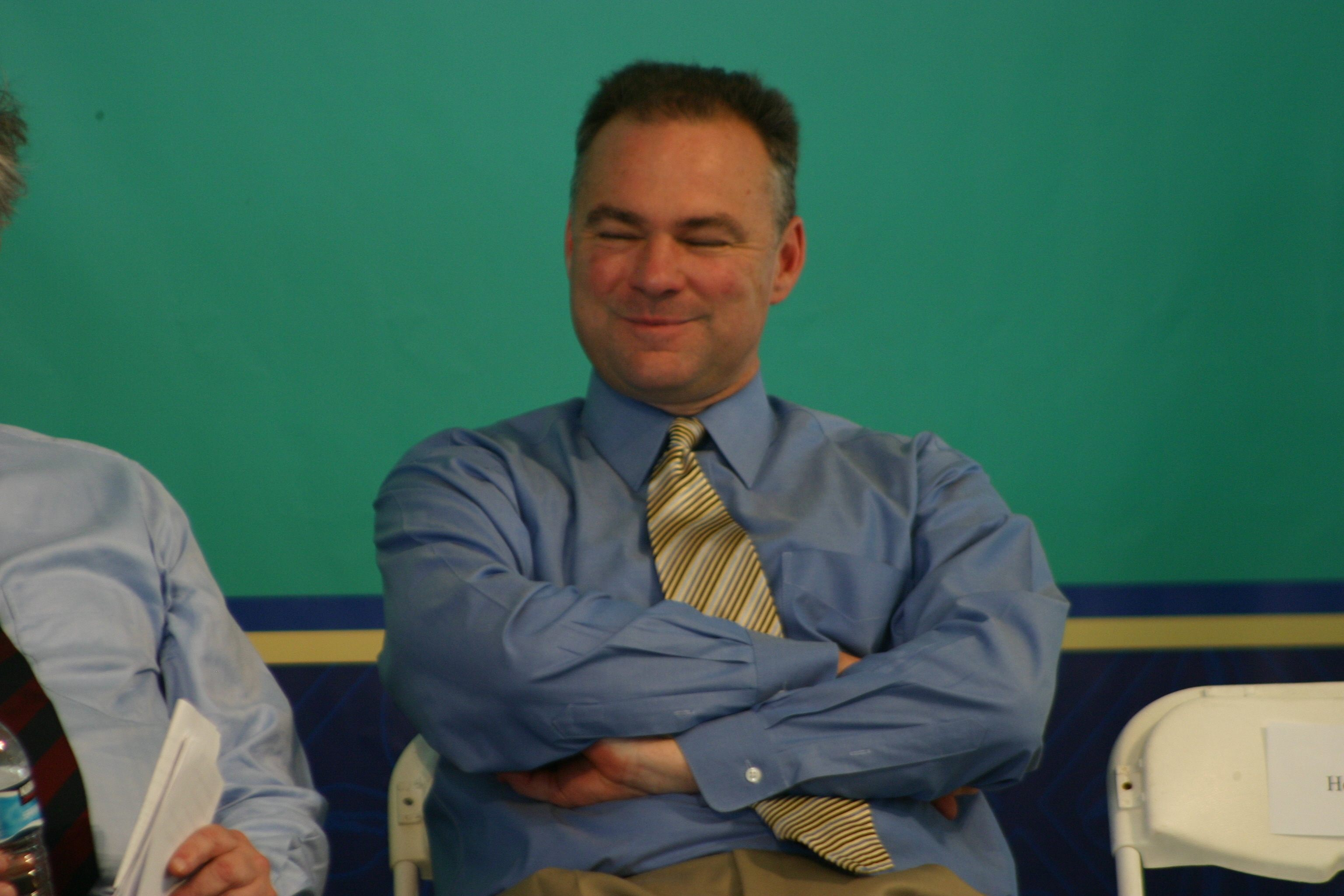
Tim Kaine, Gobernador de Virginia. Festival de Folklore del Smithsonian. Miércoles 27 de junio de 2007.

En 2005,Tim Kaine se presentó a gobernador de Virginia como el continuador del entonces gobernador Mark Warner. Prometió mantener las políticas fiscales y educativas de Warner y se valió de la popularidad de este para ganar la elección con el 52% de los votos. Lo hizo bien en feudos republicanos como Virginia Beach, Chesapeake, Prince William County o Loundoun County.
Al encontrarse el Capitolio de Richmond en reformas, Kaine juró su cargo en Williamsburg, convirtiéndose en el primer Gobernador de Virginia desde Thomas Jefferson que juraba su cargo en la antigua capital colonial. En marzo de 2006, después de que el Legislativo fuese incapaz de aprobar un presupuesto, el gobernador Kaine convocó una sesión especial que no terminó hasta junio. El debate giró en torno la financiación de proyectos de transportes. En 2007, Kaine enmendó y firmó un plan para la financiación del transporte diseñado por la mayoría republicana de la Asamblea Estatal.
Tras el tiroteo que costó la vida a 32 personas en el Virginia Tech, el gobernador Kaine estableció una comisión independiente de investigación y firmó una orden ejecutiva instruyendo a las agencias estatales a intensificar los esfuerzos para bloquear la venta de armas a pacientes hospitalizados y no hospitalizados de centros de salud mental.
Como católico, se opone al aborto de nacimiento parcial, y es miembro de la organización provida Democrats For Life of America. También se opone a nivel personal a la pena de muerte, aunque ha habido ocho ejecuciones en Virginia en los dos años y medio que lleva como gobernador. Ha vetado cinco proyectos de expansión de la pena de muerte, pero sus vetos siempre han sido revocados por el Legislativo.
En enero de 2006, fue el encargado de emitir la respuesta del Partido Demócrata al discurso sobre el Estado de la Unión del Presidente George W. Bush. Kaine es miembro de la Asociación Nacional de Gobernadores, la Asociación de Gobernadores Sureños,y la Asociación de Gobernadores Demócratas.
En junio de 2006, firmó una orden ejecutiva prohibiendo fumar en todos los edificios gubernamentales, y en los coches propiedad del estado.

## Especulación como candidato a la vicepresidencia en 2008
Kaine anunció su apoyo a la candidatura de Barack Obama en febrero de 2007. Fue mantenido que apoyo de Kaine fue el primero de un funcionario público fuera de Illinois. Como Kaine era un gobernador relativamente popular de un estado sureño, hubo una especulación de los medios de que era un potencial nominado para vicepresidente. Obama había apoyado a Kaine en su campaña para gobernador y había dicho acerca de él: "Tim Kaine tiene un mensaje de responsabilidad fiscal y generosidad de espíritu. Ese tipo de mensaje puede impactar en cualquier parte". El 28 de julio de 2008, Político reportó que Kaine estaba "muy, muy alto" en la lista de Obama para vicepresidentes, lista que incluía a la entonces senadora Hillary Clinton de New York, a la gobernadora Kathleen Sebelius de Kansas, al senador Evan Bayh de Indiana, y al senador Joe Biden de Delaware. Obama finalmente seleccionó a Biden para ser el nominado vicepresidencial. Se informó después que Obama le dijo a Kaine: "Eres la elección de mi corazón, pero Joe [Biden] es la elección de mi cabeza".

## Senado de los Estados Unidos

### Elección de 2012

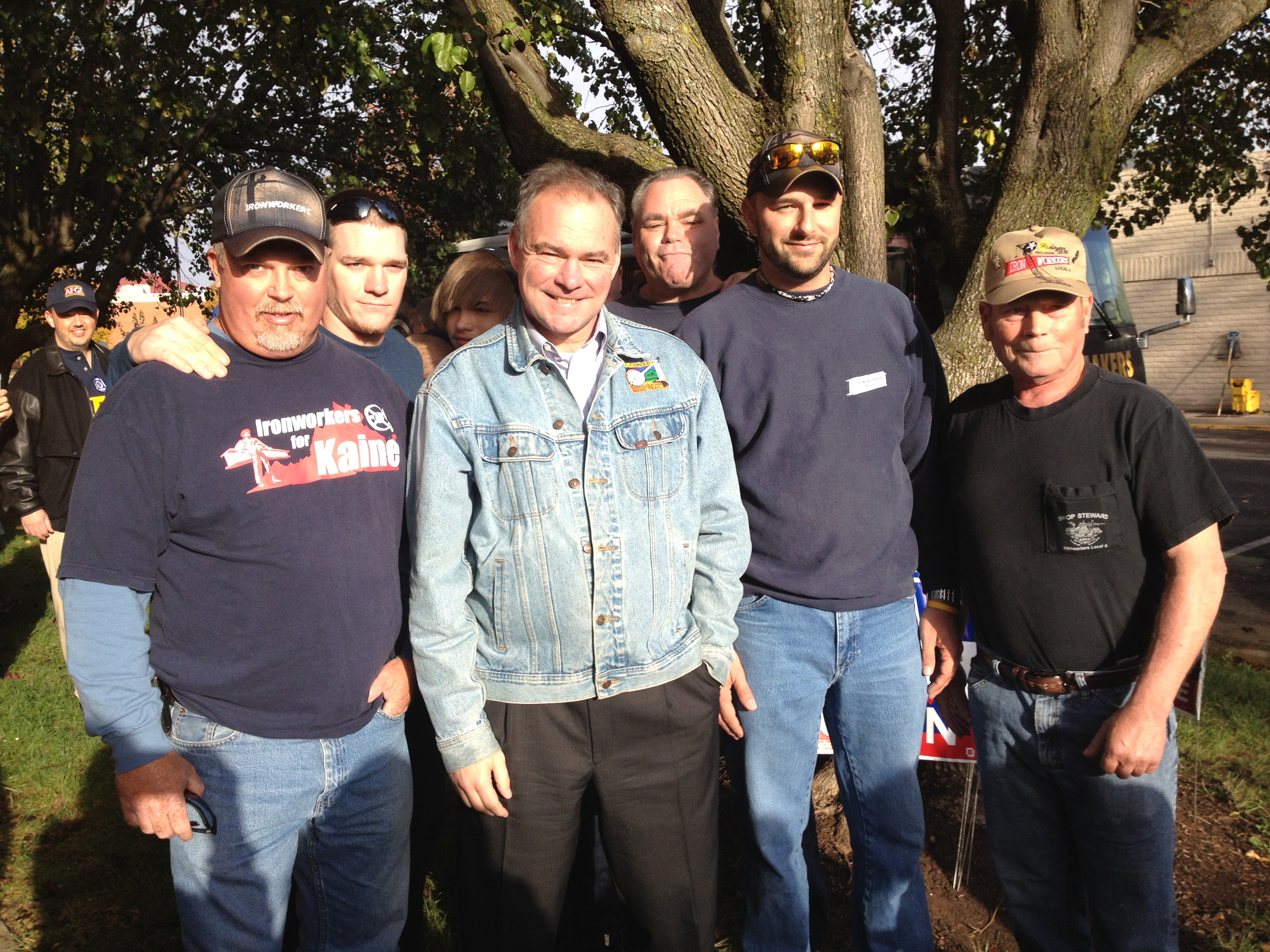
Tim Kaine y seguidores, octubre de 2012

Después de la decisión del senador Jim Webb de no buscar la reelección, Kaine anunció el 5 de abril de 2011, que podría competir por el puesto de Webb. Él fue reacio inicialmente a volver a un cargo público, pero Webb, el senador Mark Warner, y otros demócratas de Virginia veían a Kaine como el potencial candidato demócrata más fuerte y lo convencieron de competir. Kaine nombró a Lawrence Roberts como presidente de su campaña.

## Campaña vicepresidencial de 2016

Logo de la campaña Clinton/Kaine de 2016

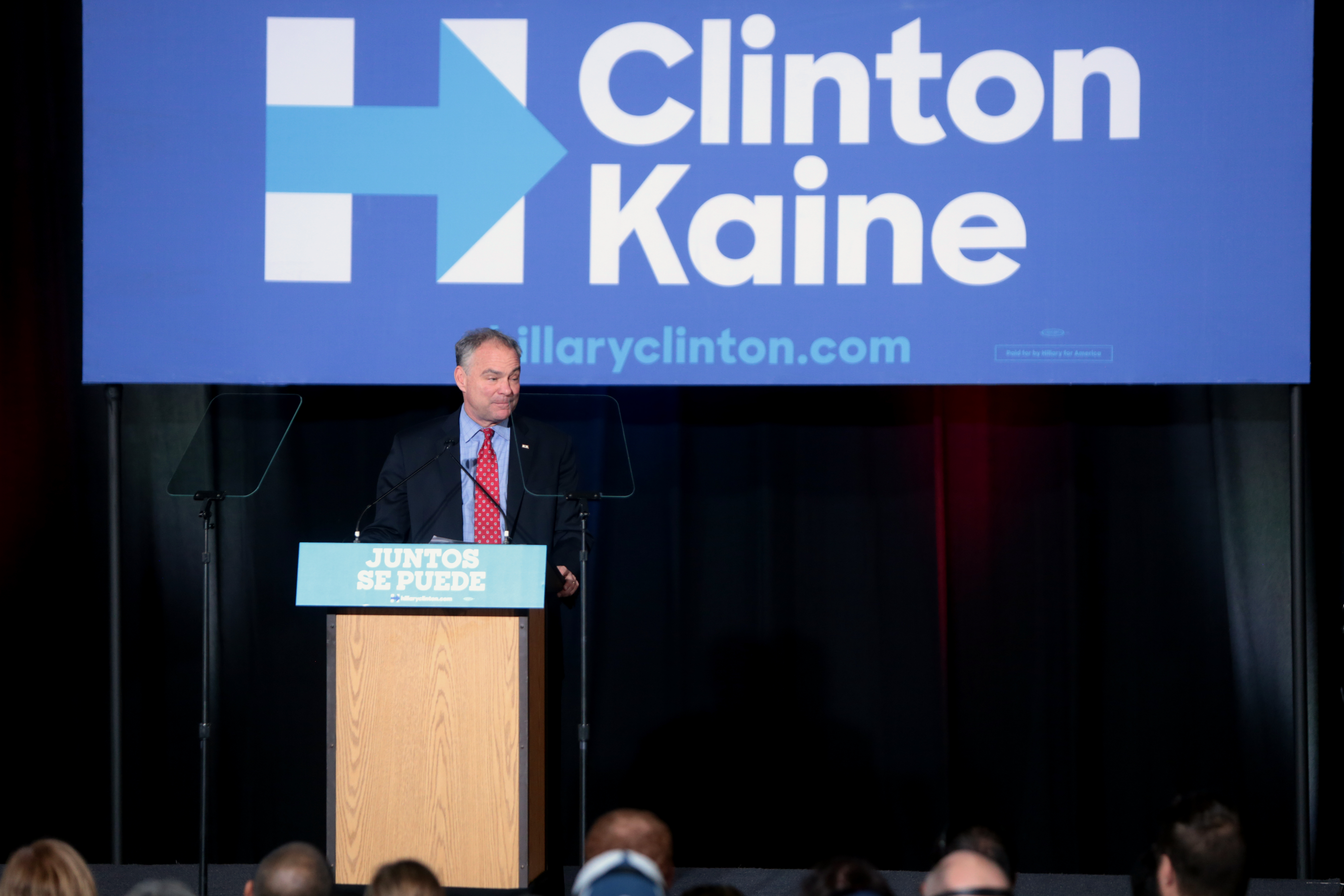

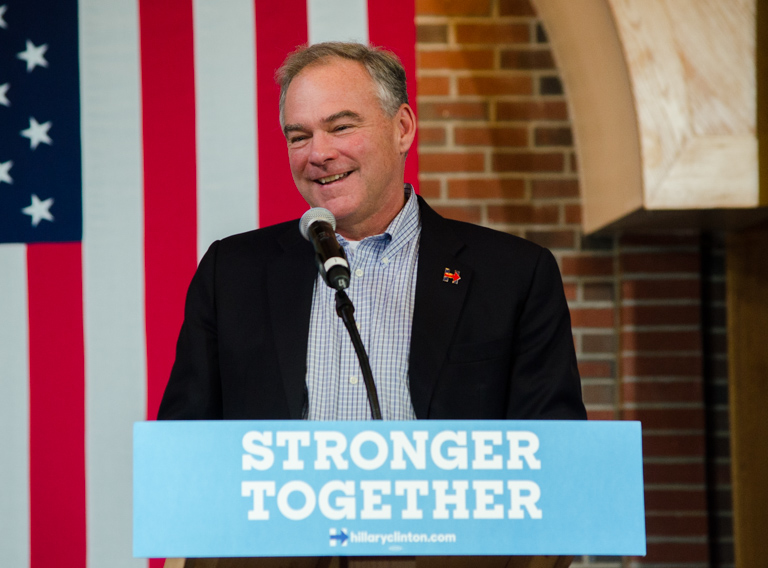
Kaine en un rally en Mánchester, New Hampshire, agosto de 2016.

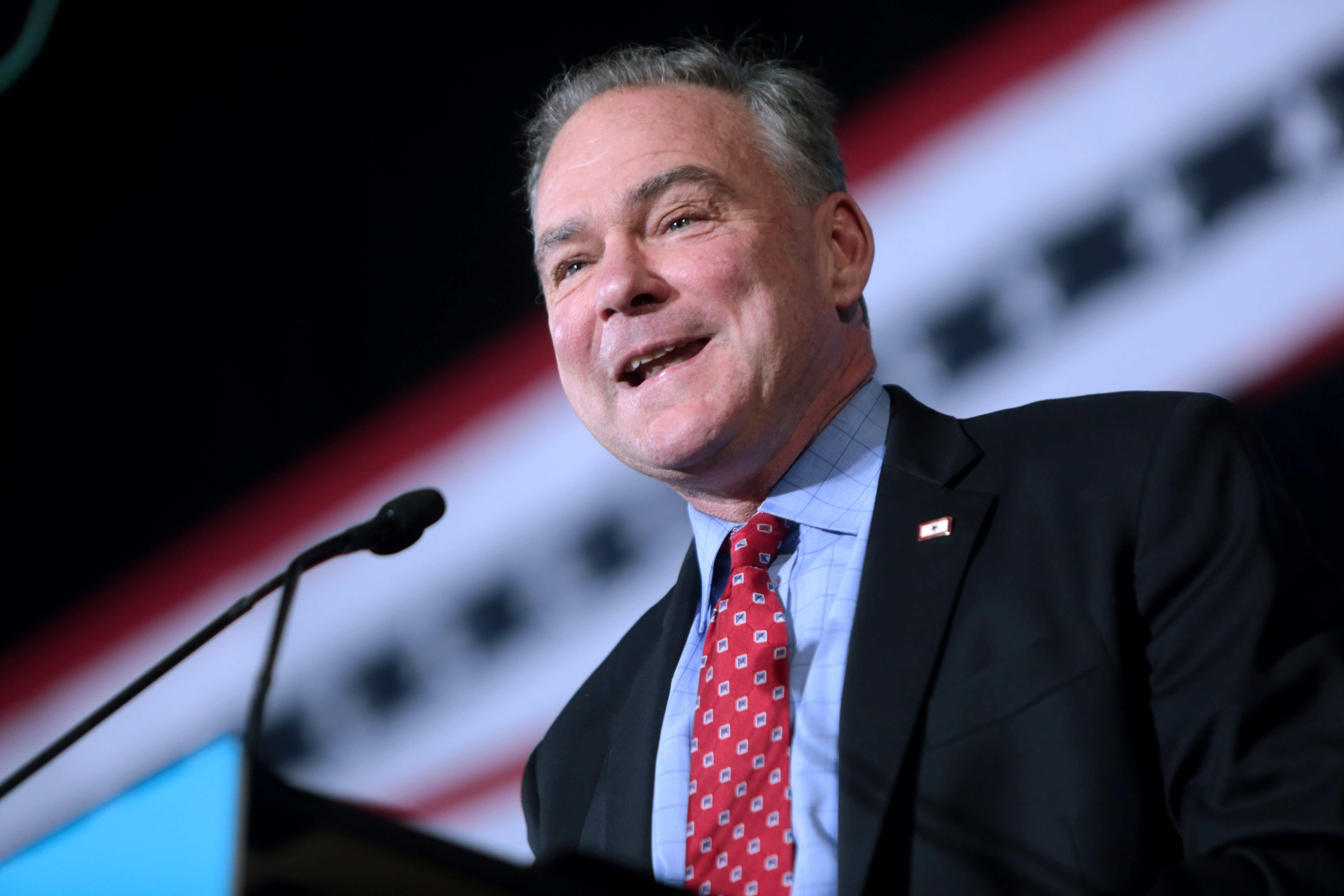
Kaine en un evento de campaña en Phoenix, Arizona en noviembre de 2016.

Kaine apoyó la candidatura de Hillary Clinton en 2016 e hizo campaña activamente para ella en siete estados durante las primarias. Él había estado sujeto a una considerable especulación como posible compañero de fórmula de Clinton, con varios informes de prensa indicando que él estaba cerca de la cima de la lista de Clinton de personas bajo consideración, junto a figuras como Elizabeth Warren y Julián Castro.
El 22 de julio de 2016 se hizo público que Kaine sería el número dos de Hillary Clinton en su carrera hacia la Casa Blanca.

## Posiciones políticas
En términos de ideología política, FiveThirtyEight le da a Kaine una puntuación promedio de −37 (−100 es la más liberal, y 100 es la más conservadora). FiveThirtyEight lo caracteriza como un "demócrata de línea central" y nota que su puntuación ideológica es muy similar a la del vicepresidente Joe Biden. Tres grupos conservadores—la Unión Conservadora Estadounidense, el Club for Growth, y Heritage Action—le dieron a Kaine una calificación de cero por ciento años antes de 2016, mientras el grupo liberal Americans for Democratic Action le dio a Kaine una calificación del 90% en 2014. The New York Times escribió que "en el Washington hiperpartidista , él es visto con frecuencia como un centrista" mientras que también lo describía como un "liberal anticuado...influenciado por ideales jesuitas."

### Política exterior y de defensa
En el Senado, Kaine ha apoyado la normalización de relaciones entre Cuba y Estados Unidos y el Plan de Acción Integral Conjunto. En 2014 expresó su apoyo al derecho de Israel a su propia defensa. Kaine fue uno de los que inicialmente apoyaron la intervención militar en Yemen.
En septiembre de 2016, en adelanto de la resolución 2334 del Consejo de Seguridad de las Naciones Unidas condenando los asentamientos israelíes en los territorios palestinos ocupados, Kaine firmó una carta patrocinada por la AIPAC que insta al presidente Obama a vetar las resoluciones "unilaterales" contra Israel.
En julio de 2017, Kaine votó a favor de la Countering America's Adversaries Through Sanctions Act que impone sanciones a Irán, Rusia y Corea del Norte.

### Afganistán
En la cuestión de la guerra de Afganistán, el sitio web de Kaine expresa:"La misión principal en Afganistán—destruir Al Qaeda—está casi completa y deberíamos traer a nuestras tropas a casa lo más rápido posible, consecuentemente con la necesidad de asegurarnos de que Afganistán no representa una amenaza en la región".

### Derechos LGBT
En 2006, Kaine hizo campaña contra una enmienda a la Constitución del Estado de Virginia para prohibir el matrimonio entre personas del mismo sexo y en marzo de 2013, Kaine anunció su apoyo al matrimonio entre personas del mismo sexo.

### Impuestos
Kaine apoya permitir los recortes de impuestos de Bush que expiran para aquellos con ingresos por encima de $500,000.

### Comercio
Kaine apoya conceder al presidente Obama la Trade Promotion Authority (TPA o la "vía rápida") para permitirle negociar acuerdos de libre comercio.
Kaine ha sido un defensor del TLCAN.

#### América Latina
Kaine cree que la política exterior estadounidense ha descuidado las relaciones con América Latina, diciendo: "Casi nunca prestamos suficiente atención a las Américas, en particular, y cuando lo hemos hecho—a través de la Doctrina Monroe o luchando contra movimientos comunistas durante la Guerra Fría—nos hemos enfocado más en bloquear a rivales de construir influencia en el Hemisferio Occidental que lo que ya hemos hecho en esas naciones." Para remediar esto, Kaine afirma que los Estados Unidos deben enfocarse más en esta región. Él ha dicho: "Los Estados Unidos necesitan una política de seguridad nacional 'de todas las Américas' que ponga atención en Norte, Centro, y Sudamérica. No debe ser una política de 'Americas only', una que limite la interacción de Estados Unidos con otras democracias. Pero los EE.UU deben cambiar su enfoque. Las 35 naciones que componen las Américas comparten significativas similitudes culturales y constituyen una población combinada de más de un billón de personas."

## Vida personal

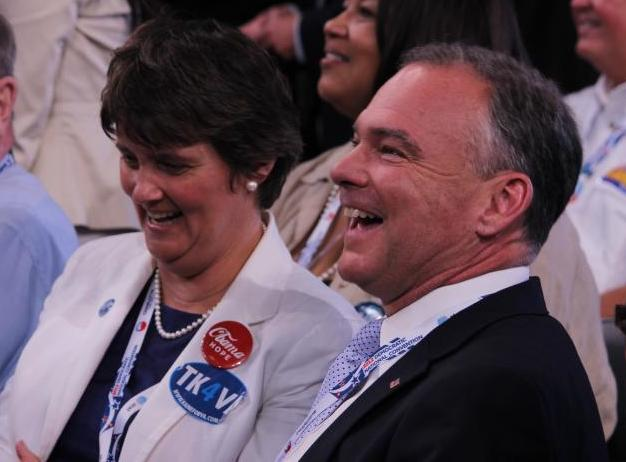
Kaine con su esposa Anne en la Convención Nacional Demócrata de 2012

Tim Kaine está casado con Anne Holton, hija del exgobernador republicano de Virginia, Linwood Holton (1970-1974). El matrimonio tiene tres hijos y una activa vida religiosa.

## Premios
- Gran Cruz de la Orden de Isabel la Católica (Felipe VI, 2017).[8]

## Historia electoral

### Elección de senador por Virginia 2012
| Candidato    | Partido     | Votos     | %     | Resultado |
| ------------ | ----------- | --------- | ----- | --------- |
| Tim Kaine    | Demócrata   | 2.010.067 | 52,9% | Senador   |
| George Allen | Republicano | 1.785.542 | 47,0% |           |